# Charency-Vezin
Charency-Vezin is een gemeente in het Franse departement Meurthe-et-Moselle (regio Grand Est) en telt 563 inwoners (1999).
De gemeente maakt deel uit van het arrondissement Briey en sinds begin 2015 van het kanton Mont-Saint-Martin. Daarvoor hoorde het bij het kanton Longuyon in hetzelfde arrondissement.

## Geografie
De oppervlakte van Charency-Vezin bedraagt 14,9 km², de bevolkingsdichtheid is 37,8 inwoners per km².
De gemeente ligt aan de Chiers, de plaats Charency ten noorden van de rivier, de plaats Vezin, die ook tot de gemeente behoort, ten zuiden.
De onderstaande kaart toont de ligging van Charency-Vezin met de belangrijkste infrastructuur en aangrenzende gemeenten.

## Demografie
Onderstaande figuur toont het verloop van het inwonertal (bron: INSEE-tellingen).